# IRAS 18333-2357
IRAS 18333-2357 (również GJJC1) – mgławica planetarna znajdująca się w konstelacji Strzelca w odległości około 10,1 tys. lat świetlnych od Ziemi. Została odkryta w 1986 roku przez satelitę IRAS pracującego w paśmie podczerwieni.
IRAS 18333-2357 jest mgławicą znajdującą się w gromadzie kulistej Messier 22. Jest to słaby obiekt o jasności wizualnej 15m zajmujący 3" łuku. Jest położona o 1" na południe od centrum M22. IRAS 18333-2357 jest jedną spośród 4 znanych mgławic planetarnych powiązanych z gromadą kulistą.